# Српски добровољци у Грчком рату за независност
Неки Срби су се придружили Грцима, њиховим једноверницима, у Грчком рату за независност (1821–29). Добровољци су пристизали из Србије, Црне Горе и територија која су била још под османском влашћу, да се боре заједно са грчким побуњеницима против Османског царства. Неколико добровољаца били су ветерани Српске револуције, попут Хаџи-Продана.

## Позадина
Први српски устанак и тајне припреме за грчку револуцију поклопиле су се током првих деценија 19. века. Вест о српској побуни 1804. Грци су дочекали са великом радошћу, сматрајући је парадигмом за грчку националну револуцију. Терен за заједничку акцију био је припремљен већ од краја 18. века, када је грчки интелектуалац и револуционар Рига од Фере, инспирисан Француском револуцијом, замислио заједничку револуцију свих балканских народа против Османског царства и формирање Балканске федерације.
Војна сарадња између два народа била је искована у полуаутономним подунавским кнежевинама, којима су углавном управљали фанариотске грчке војводе. Постоје индиције да је комуникација и сарадња између Срба и Грка грчког копна такође рано успостављена. На пример, 1806. године француски конзул у Солуну је известио да су „Турци веома бесни на Грке због њихове комуникације са Србима“.
Неколико угледних Срба примљено је као чланови („браћа“) у Хетерији, тајној организацији која је припремала Грчку револуцију, упркос томе што је званично регрутовала само етничке Грке. Симбол грчко-српског пријатељства било је побратимство између грчког арматолоса Капетана Јоргаћа и српског устаничког вође Карађорђа; Јоргаћ се борио у Српској револуцији и био је ожењен удовицом хајдука Вељка Петровића.
С друге стране, многи угледни Грци у Влашкој и Русији, политичари, трговци итд. помогли су српској револуцији на много начина. На пример, Константин Ипсилантис, отац вође Хетерије Александроса Ипсилантиса, је као војвода Влашке помагао Карађорђевим револуционарима, док је Јоанис Каподистријас као руски министар спољних послова нудио дипломатску подршку Србима на међународним скуповима попут Бечког конгреса.
Осим Р. Фераиоса, заједничку грчко-српско-црногорску револуцију осмислили су и други водећи грчки револуционари, али због различитих политичких стратегија два народа до тога није дошло. Хетерија је предложила сарадњу са Милошем Обреновићем, али је овај више волео политичке арбитраже него војну конфронтацију са Османским царством. Због тога је грчко-српска војна сарадња била ограничена. Са грчке стране било је изолованих радњи, попут покушаја грчког арматолоса Никоцараса, капетана неколико стотина бораца, да 1807. маршира из Грчке у Србију како би се придружио Карађорђевој војсци.

## Срби у Грчкој револуцији
Прво српско присуство у Грчкој револуцији догодило се за време избијања побуне у Влашкој (1821). Политички и војни вођа револуције Александрос Ипсилантис, осим Грка и других етничких група, имао је под командом известан број српских бораца, познатих под заједничким именом "Арванити". Неки од запажених бораца били су капетани Миленко Стојковић, Петар Добрњац, Хаџи-Продан, Младен Миловановић и архимандрит "Сервос", поглавар 300 Грка и Срба погинулих у борби. Сви наведени су били вође мешовитих јединица Грка и Срба.
Након неуспеха револуције у Влашкој, многи од њих су се преселили на југ у Грчку да би наставили борбу против османских снага. Други Срби су већ у Грчкој били уврштени у османску војску, која је после избијања револуције прешла на грчку страну.
Група од 105 Срба под српским фихеленом Анастасијем Дмитријевићем се са почетком Револуције преселила у Грчку и учествовала у многим биткама до краја Револуције. Неколико тих људи је погинуло у борби.
Други српски лидери који су учествовали у Револуцији 1821. били су:
- Џорџ Папазоглоу (грч. Γεωργιος Παπαζογλου). Коњички официр под командом Чација Христе Бугарина, погинуо у бици.
- Константин Неманија. Потписивао се као „Кнез Србије“ и користио је печат са двоглавим орлом. Пошто је запао у велико сиромаштво, грчка револуционарна влада му је неко време давала малу финансијску помоћ и „пет хлебова на дан“. Отишао је из Грчке у Русију 1823. године.
- Радош (грч. Ραντος Μαυροβουνιωτης).
- Други Срби који се сусрећу у историји револуције су Томас Сервос, Ламброс Сервос, Ламброс Кристу Сервос и Танасис Сервос у Мисолонгију, Ђованис Сервос (коњички наредник Чација Христе Бугарина), Коцос (Константин) Сервос и др.

Неки борци из Црне Горе били су познати као Мавровунотис (грчки за „Црногорци“), као што су Јоанос Славанос Мавровоуниотис, Јоанос Монтенегринос (учествовао у опсади Триполице), Григорије Јуровић Мавровоуниотис и Васос Мавровунотис из Бјелопавлићке равнице. Потоњи је из Смирне дошао у Грчку 1820. године и постао вођа групе Црногораца, од којих су многи били његова браћа и рођаци. Значајан црногорски филхелен био је генерал Де Винц, који се такође борио под Наполеоном. Покушао је да окупи јединицу од 2.000 европских добровољаца или плаћеника за борбу у Грчкој и на Кипру, али није успео да добије никакву финансијску помоћ. Друга група од 25 Срба под вођством Грка Јоргоса Контопулоса позната је по учешћу у опсади Месолонгија.
На почетку револуције српске јединице су биле етнички хомогене, али се постепено развијало међусобно поверење и осећај братства са Грцима. Тако су се после 1823. Грци пријавили у српске јединице и обрнуто. Већина ових трупа су биле нерегуларне, са изузетком корпуса од 250 Грка и Срба предвођених Србима Стефаном или Стефосом Нивицом, део тактичке војске под командом француског фихелена Шарла Николаса Фабвијеа (Лоукатос, стр. 105–107) .
После 1824. године многи Срби и Црногорци су се уздигли у хијерархију грчке војске, као што су генерали Чаци Христо Даговић и Васос Мавровунотис, команданти батаљона (хилијарси) Стефос и Анастаси Дмитревић, вицехилијарх Јово Мавровунотис, црногорски капетани и Никола Радовнијотис. Срби Николзо, Коцо, Хелиас, Спирос, Стериос Питолитес (из Битоља) и Карагиоргос.
Многи су променили првобитно име због безбедности својих рођака или из других разлога. Тако су у архиви забележени са својим крсним именом и епитетом Сервос или Сербес (Србин), Мавровунотис (Црногорац), Боснакос (Бошњак) или именом њиховог родног града (нпр. Катзос Монастирлис тј. из Манастира/ Битоља). Већина је на почетку Револуције била млађа од 25 година. Црногорци су углавном пореклом из племена Бјелопавлића и Срба из Битоља, Београда и Ниша.
Неки од добровољаца су остали у Грчкој након Револуције и потпуно су се хеленизирали, попут Васоса Мавровунотиса.